# Étrochey
Étrochey é uma comuna francesa na região administrativa da Borgonha-Franco-Condado, no departamento de Côte-d'Or. Estende-se por uma área de 3,21 km². Em 2010 a comuna tinha 229 habitantes (densidade: 71,3 hab./km²).